# Canal d'Eeklo
El Canal d'Eeklo, (en neerlandès Eeklose Vaart o Kanaal van Eeklo), és un canal de Bèlgica curt d'1,6 km que enllaça la ciutat d'Eeklo amb l'Schipdonkkanaal.

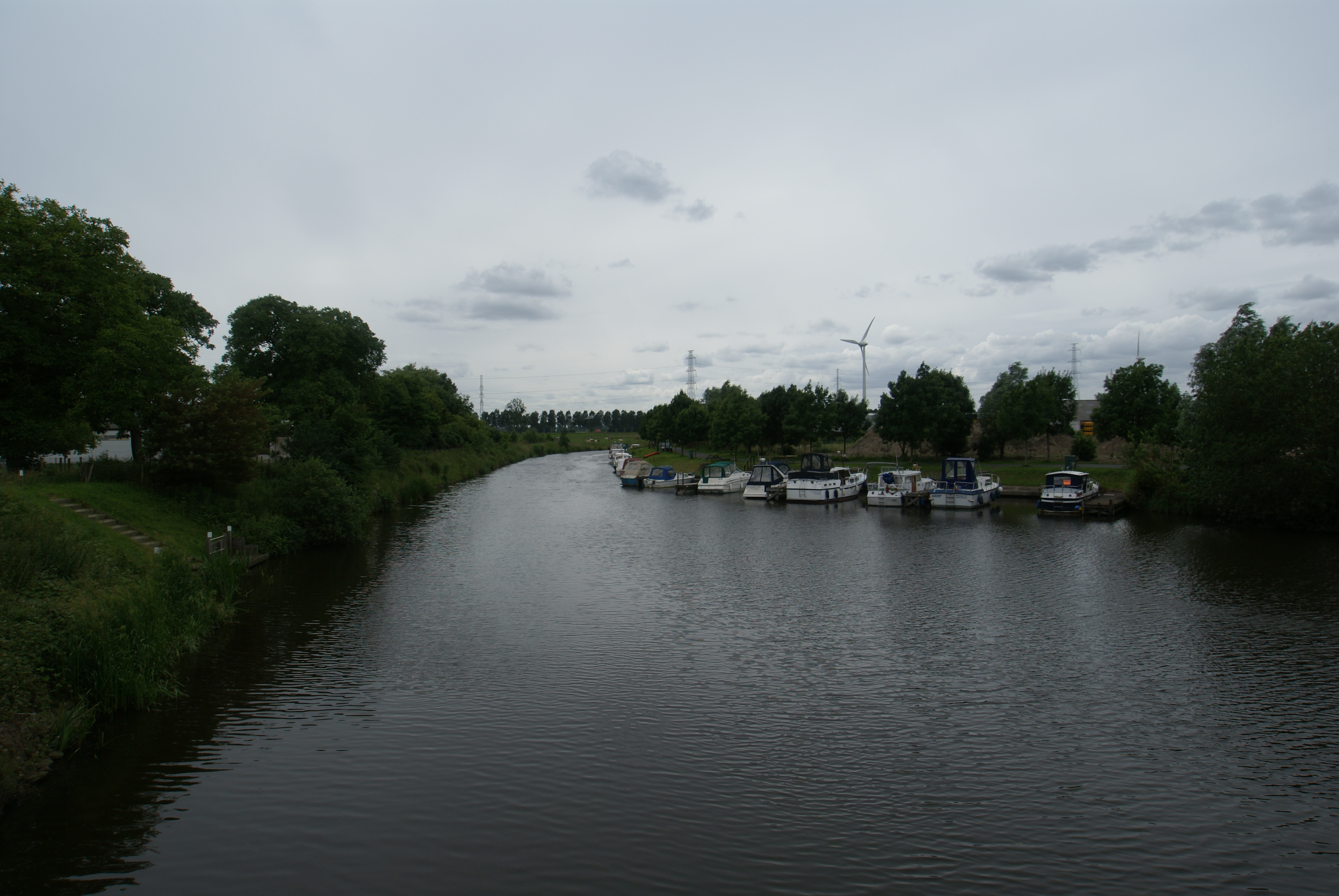
Eeklo: Port recreatiu

El canal va excavar-se al segle xix després de molta assistència de l'ajuntament de la ciutat d'Eeko prop del govern central. L'excavació de l'Schipdonkkanaal al llit del Lieve, un canal medieval, un seu braç, anomenat Leiken va tallar Eeklo de la xarxa de les vies navegables i tenia problemes amb l'aprovisionament d'aigua potable. La inauguració oficial va celebrar-se el 1860. Durant la primera guerra mundial el canal formava una important reserva militar per la palla i la civada per a l'exèrcit ocupant dels prussians.

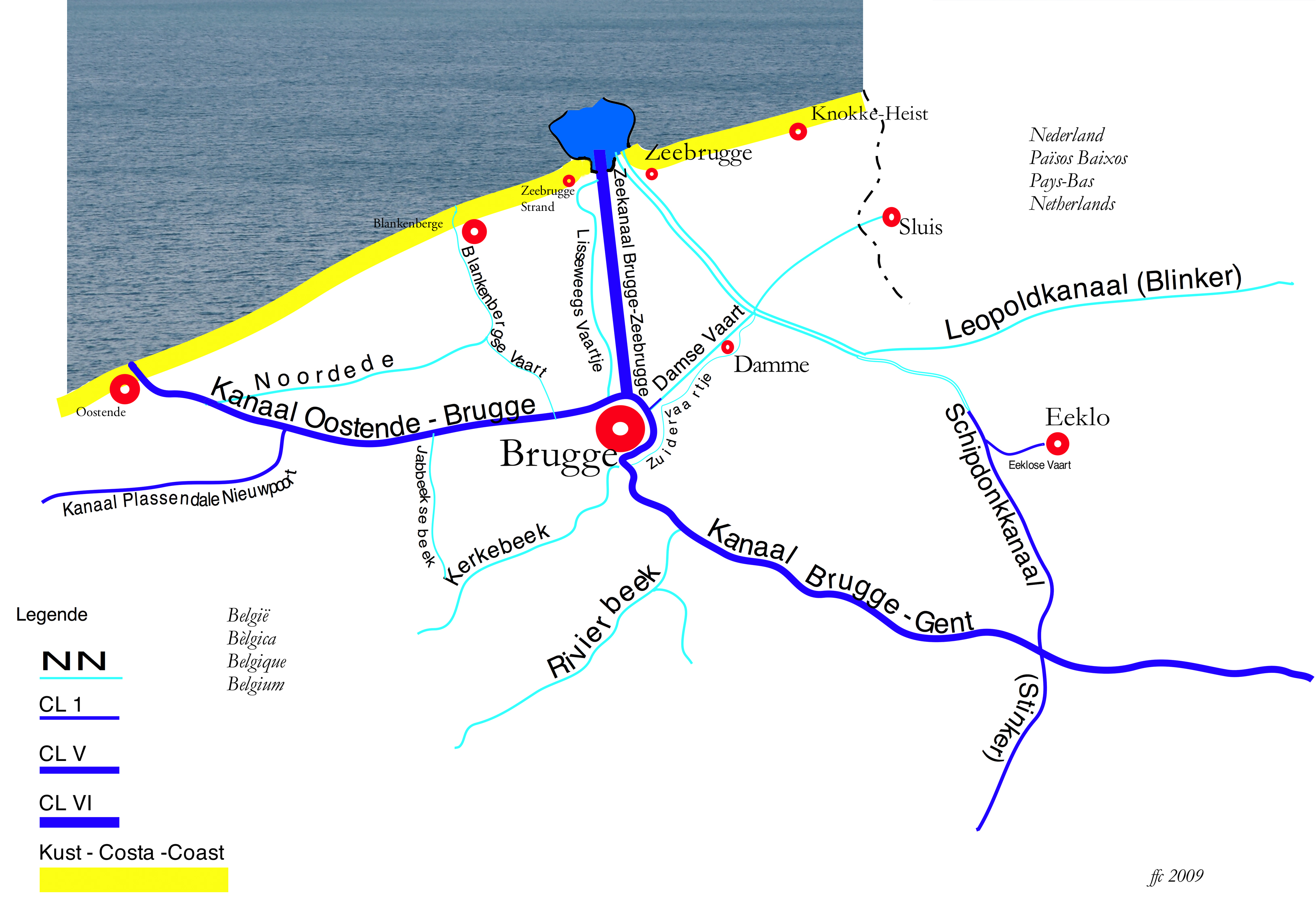
Situació del canal al mapa de les vies hidràuliques al Nord Oest de Bèlgica

Tot i ésser navegable per a embarcacions fins a 300 tones (Classe I), a poc a poc va perdre el seu paper econòmic un segle més tard per causa de la concurrència pel transport per carretera. Als anys noranta del segle passat, s'ha arranjat un port esportiu i recreatiu al terme del canal que té un cert èxit.